# International Code for the Construction and Equipment of Ships Carrying Liquefied Gases in Bulk
Der International Code for the Construction and Equipment of Ships Carrying Liquefied Gases in Bulk (IGC-Code) ist eine internationale Sicherheitsvorschrift für Bau und Ausrüstung von Schiffen zur Beförderung verflüssigter Gase als Massengut auf Seeschiffen.

## Rechtlicher Status
Der IGC-Code ist (als Kapitel VII Teil C) Bestandteil der SOLAS-Konvention der IMO.
Die aktuelle Fassung des Codes entspricht der Entschließung MSC.30(61) von 1992 mit Ergänzungen (amendments) aus den Entschließungen MSC.32(63) und MSC.59(67) (1994 und 1996).
Durch die Bezugnahme auf den IGC-Code im deutschen Gefahrgutrecht für die Seeschifffahrt (z. B. in der Gefahrgutverordnung See oder in der Seeschifffahrtsstraßen-Ordnung) ist der IGC-Code als nationales Recht anerkannt.

## Zielsetzung
Entsprechend seiner Präambel soll der IGC-Code einen internationalen Standard für die sichere Beförderung von verflüssigten Gasen und bestimmten anderen Stoffen als Massengut auf Seeschiffen bereitstellen.
Er richtet sich in erster Linie auf Fragen der Konstruktion und Ausrüstung von Seeschiffen, d. h. insbesondere Gastanker.
Zu beachten ist, dass der IGC-Code nicht anwendbar ist für die Beförderung gefährlichen Gütern in verpackter Form (siehe Abgrenzung)

## Inhalte/Gliederung
Der IGC-Code besteht aus 19 Kapiteln (chapters) und einem Anhang (appendix).
Diese regeln Mindestanforderungen u. a. hinsichtlich folgender Punkte:
- Schiffsstabilität, Freibord, Anordnung der Ladungstanks
- Trennung der Ladungstanks von anderen Schiffsbereichen
- Einrichtungen zur Druck- und Temperaturkontrolle
- Elektrische Einrichtungen
- Lüftungssysteme, Systeme zur Gasdetektion
- Brandschutz- und Löscheinrichtungen
- Personenschutz- und Sicherheitsausrüstung
- Einsatz der Ladung als Schiffstreibstoff

Kapitel 19 enthält eine Stoffliste sowie die bei der Beförderung dieser Stoffe zu beachtenden Mindestanforderungen (inimum requirements)

## Abgrenzung
Neben dem IGC-Code gibt es eine Reihe weiterer spezieller Vorschriften für die Beförderung gefährlicher Güter auf Seeschiffen:
- Verpackte gefährliche Güter: International Maritime Dangerous Goods Code
- Erdöl und Erdölprodukte: MARPOL-Konvention
- Chemikalien: IBC-Code
- Kernbrennstoffe: INF-Code